# 세인트 제임시즈 공원

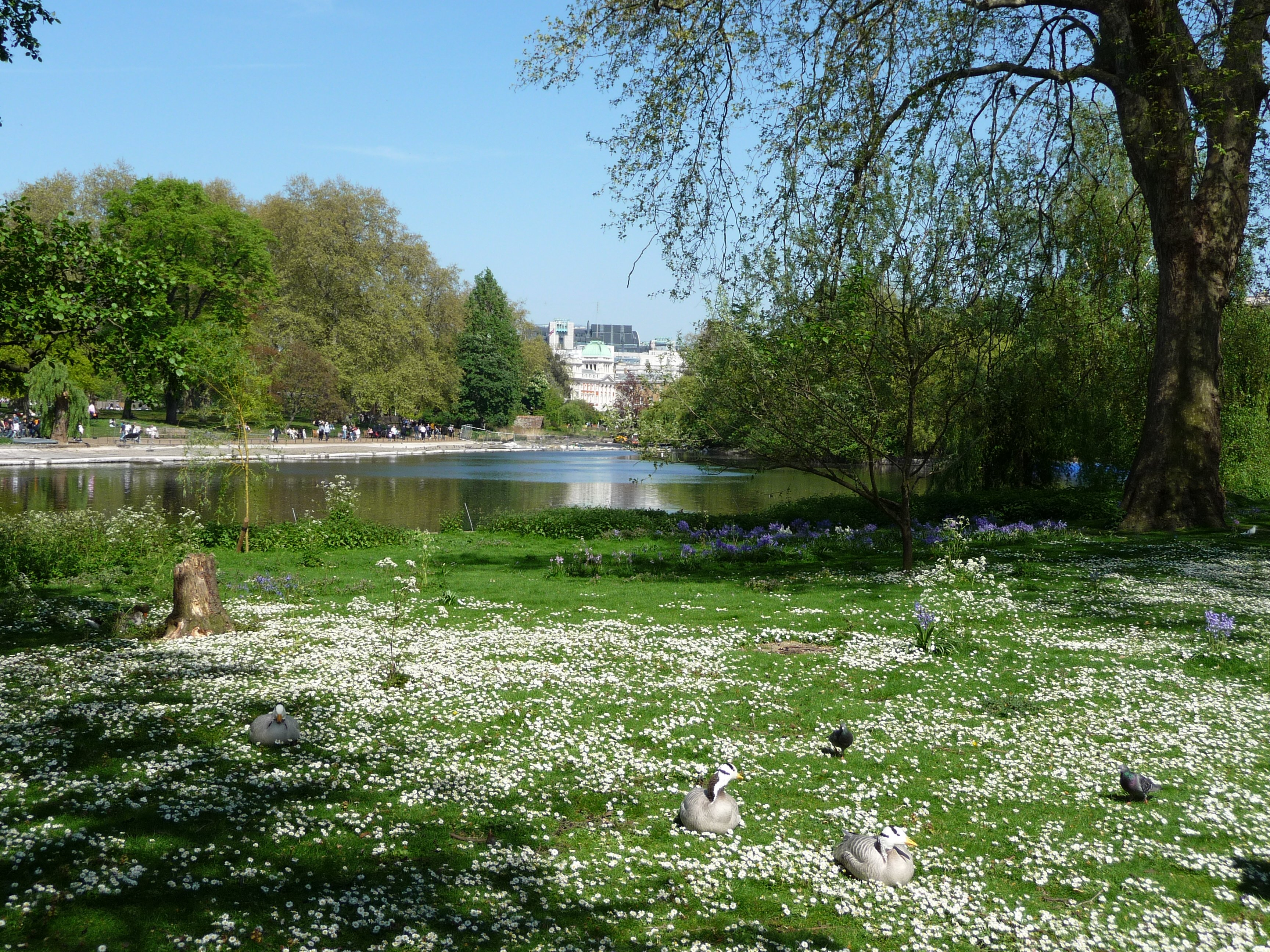
세인트 제임시즈 공원

세인트 제임시즈 공원(St. James's Park)은 영국 런던에 위치한 왕립 공원이다. 버킹엄 궁전의 퀸 빅토리아 메모리얼 분수를 중심으로 오른쪽에 있는 공원이 세인트 제임스 파크이다. 세인트 제임스 파크는 런던에서 가장 오랜 역사를 지닌 왕립 공원으로 처음에는 왕가 전용이었으나, 17세기 일반인에게도 오픈되면서 공원이 되었다. 공원의 이용시각은 현지 시간으로 05:00~24:00이다.